# Cuando el cielo pierda su color
Cuando el Cielo Pierda su Color es el primer álbum de estudio de la banda venezolana de rock alternativo Sin Dirección, publicado en diciembre de 2010.
Desde el año 2011 videos de Sin Dirección se transmiten por canales de televisión de Venezuela.
Desde junio de 2012 las canciones «¡Ay!» y «Para Ti» están incluidas en la lista de canciones de Rock Band Network del videojuego Rock Band 3, producido por Harmonix Music Systems y MTV Games para la videoconsola Xbox 360 de Microsoft. La canción «¡Ay!» se convirtió en la primera composición con elementos de música tradicional venezolana de la historia en ser considerada para un videojuego.
El álbum fue reeditado en agosto de 2016 en formato digital para Venezuela por el portal iChamo.

## Elaboración
El álbum fue producido artísticamente por Luis Guaidó y Carlos Loggiodice, grabado y mezclado por Carlos Loggiodice en De Venezuela Rock Nacional Studio. Todas las canciones fueron escritas por Luis Guaidó.

## Lanzamiento
Presentaron oficialmente el álbum con dos fechas en vivo, una en la ciudad de Maracay en Deja Vu Rock Bar el 4 de diciembre de 2010 y otra en el Hard Rock Café Caracas en el Centro Sambil una semana después durante el festival RUD, ambos eventos con un aforo total de los recintos.

## Lista de canciones
| N.º | Título                            | Duración |  |
| 1.  | «Autopsia»                        | 2:33     |  |
| 2.  | «Que fácil»                       | 3:40     |  |
| 3.  | «Para ti»                         | 4:31     |  |
| 4.  | «Volar»                           | 4:20     |  |
| 5.  | «Adicción»                        | 3:10     |  |
| 6.  | «Ella»                            | 4:56     |  |
| 7.  | «Despierta»                       | 5:13     |  |
| 8.  | «Todo es tan extraño»             | 3:13     |  |
| 9.  | «Cada mañana»                     | 2:28     |  |
| 10. | «Cuando el cielo pierda su color» | 3:25     |  |
| 11. | «¡Ay!»                            | 2:54     |  |

## Curiosidades
La canción «Autopsia» está inspirada en el relato Sala de autopsias número 4 del escritor estadounidense Stephen King.
El álbum contó con la producción ejecutiva de diferentes personas, entre ellas Antonio Di Giampaolo venezolano que participó en la redacción de la Constitución de Venezuela de 1999.